# 石板冲乡
石板冲乡，是中华人民共和国安徽省六安市裕安区下辖的一个乡镇级行政单位。

## 行政区划
石板冲乡下辖以下地区：
陶冲村、苏冲村、赵湾村、前厂村、九公冲村、砚瓦池村、石湖村、林湾村和龙湖村。